# Дом Штальберга (Таганрог)
Дом Штальберга — объект культурного наследия регионального значения, который располагается по улице Петровской,105, в городе Таганроге Ростовской области.

## История
Во второй четверти XIX века в городе Таганроге по современному адресу — улица Петровская, 105 — был построен новый дом в стиле классицизма. В 1840-х годах его владельцем был немец Эбергард Карлович Лоренц, который числился надворным советником. Он преподавал латинский и немецкий языки в мужской гимназии до наступления 1860-х годов. Супругу Эбергарда Лоренца звали Аделаидой Людвиговной. Она инициировала открытие в 1848 году в доме своего супруга «Девичьего пансионата». По состоянию на 1863 год в нем обучалось 32 девицы. Ученицы прибывали сюда из Нахичевани-на-Дону, Ростова-на-Дону и Новочеркасска. Это была школа закрытого типа. Согласно существовавшему Уставу учебных заведений, который был утвержден 8 декабря 1828 года, содержание пансионов при гимназиях происходило за счет сделанных пожертвований. В третьей четверти XIX века купчихой третьей гильдии Матреной Никитичной Баташевой были сделаны некоторые пристройки на территории домовладения. Основной деятельностью купчихи была торговля сахарными товарами.
2 марта 1882 года (по другим данным — 2 марта 1886 года) в доме было открыто новое учебное заведение. Спустя несколько лет оно стало двухкомплектным. Здесь преподавали учителя: М. Н. Греков, Е. Грекова, А. И. Блонская. Попечителем училища был Ахиллес Николаевич Алфераки.
К периоду открытия этого учебного заведения и началу его работы умер Эбергард Карлович Лоренц. Его жена Аделаида Людвиговна дожила до 1899 года. У них было несколько детей: дочери София и Луиза, сын Карл. Луиза не состояла в браке, умерла в 1918 году. Карл Эбергардович обучался в гимназии вместе с писателем Антоном Павловичем Чеховым.
В начале XX века дом стал собственностью купца из Тирасполя Александра Моисеевича Штальберга, по фамилии которого строение упоминается в исторических источниках. Некоторую часть помещений домовладения арендовала А. Е. Кузовенкова-Анино, которая обустроила здесь с 1902 года родительский приют. В 1910-х годах Александр Иванович Перов открыл фотоателье в этом доме, которое пользовалось большой популярностью у местных жителей. Жену Перова звали Анастасия Дмитриевна, в семье было несколько детей — Антонина, Вера, Надежда и Елена. В 1920-х годах в доме располагался клуб металлистов котельного завода. В 1992 года дом по улице Петровской, 105, признан объектом культурного наследия и памятником архитектуры. Охраняется законом.